# Hermine König
Hermine König (geb. am 16. April 1893 in Unteröwisheim; gest. am 27. März 1942 im KZ Ravensbrück) war eine deutsche Zeugin Jehovas und wurde von den Nationalsozialisten ermordet.

## Leben
Hermine König arbeitete als Vertreterin für eine Korsettfabrik. Sie war überzeugte Zeugin Jehovas und Heilpraktikerin. Sie war vor der NS-Zeit Leiterin eines sogenannten Parapack-Institutes. Auch während der NS-Zeit blieb die Mutter von zwei erwachsenen Kindern ihrem Glauben treu. Nach dem Beginn der Verfolgung auf Grundlage der Verordnung des Reichspräsidenten zum Schutz von Volk und Staat (der sogenannten „Reichstagsbrandverordnung“) wurde sie erstmals am 10. August 1935 verhaftet. Ihr wurde vorgeworfen, im Rahmen ihrer Vertretertätigkeit gezielt Menschen angeworben zu haben. Vermutlich wurde sie denunziert. Auf Grundlage der Anklagepunkte wurde sie zu sechs Wochen Gefängnis verurteilt.
Eine zweite Verhaftung erfolgte am 3. August 1937, als sie sich weigerte an Luftschutzkursen teilzunehmen. Sie wurde zu 10 Tagen Haft verurteilt, anschließend aber in Schutzhaft genommen und im KZ Moringen untergebracht. Nach ihrer Entlassung wurde sie 21. Januar 1938 vor dem Sondergericht Mannheim erneut angeklagt. Vorgeworfen wurde ihr diesmal, ihre Wohnung für Zusammenkünfte der Zeugen zur Verfügung gestellt sowie Schriften verteilt zu haben. Sie wurde zu 14 Monaten Haft verurteilt, die sie zunächst in der Frauenhaftanstalt Gotteszell absaß. Es folgten weitere Haftstrafen und Unterbringungen in Schutzhaft. Wegen schwerer Erkrankung wurde sie 1942 entlassen, aber kurze Zeit später wieder verhaftet und ins KZ Ravensbrück gebracht, wo sie am 27. März 1942 ermordet wurde.